# Leptocentrus antilope
Leptocentrus antilope är en insektsart som beskrevs av Carl Stål. Leptocentrus antilope ingår i släktet Leptocentrus och familjen hornstritar. Inga underarter finns listade i Catalogue of Life.